# Ahmose (reina)
Ahmose ("nascuda de la Lluna") va ser una reina egípcia de la XVIII Dinastia. Va ser la Gran Esposa Reial del tercer faraó de la dinastia, Tuthmosis I, i la mare de la reina i faraó Hatxepsut.

## Família
No se sap qui eren el pare i la mare d'Ahmose. S'ha plantejat que era filla del faraó Amenofis I o del faraó Amosis I i possiblement de la germana-esposa d'Amosis I, Amosis-Nefertari. El fet que no aparegui amb el títol de Filla del Rei, ha creat certs dubtes entre els egiptòlegs sobre les seves connexions amb la família reial. No obstant això, Ahmose tenia el títol de Germana del Rei, el que ha fet suggerir que era la pròpia germana del faraó Tuthmosis I.
|             |    |     |
| \| \| \| \| |    |     |
|             |    |     |
| iaH         | ms | O34 |

| iaH | ms | O34 |

|             |    |     |
| \| \| \| \| |    |     |
|             |    |     |
| iaH         | ms | O34 |

| iaH | ms | O34 |

|             |    |     |
| \| \| \| \| |    |     |
|             |    |     |
| iaH         | ms | O34 |

| iaH | ms | O34 |

|             |    |     |
| \| \| \| \| |    |     |
|             |    |     |
| iaH         | ms | O34 |

| iaH | ms | O34 |

Ahmose s'identifica amb una impressionant varietat de títols: Princesa Hereditària (iryt-p`t), Gran d'Elogis (wrt-hzwt), Senyora de la Gran Dolçor Estimada (nebt-bnrt-'3 (t) -mrwt), Esposa del Gran Rei, la seva estimada (hmt-niswt-wrt meryt.f), Senyora de l'Alegria (hnwt-ndjm-ib), Senyora de totes les dones (hnwt-hmwt-nbwt), Senyora de les Dues Terres (hnwt-t3wy), Companya d'Horus (zm3yt-hrw), Companya Estimada d'Horus (zm3yt-hrw-mryt.f), Germana del Rei (snt-niswt).
Ahmose era la Gran Esposa Reial de Tuthmosis I. Apareix representada a Deir-el-Bahari i hi apareix amb una filla anomenada Neferubiti. Ahmose també era la mare de la reina-faraó Hatxepsut. No se sap amb certesa si els prínceps Amenmose i Wadjmose eren els seus fills. Generalment es creu que són els fills de la reina Mutnofret, una esposa secundària de Tuthmosis I.

## Monuments i inscripcions̟
Un funcionari anomenat Juf va ser el segon profeta de les drets (S'w) de l'altar, de porter del temple i com a sacerdot. També va servir diverses a dones reials. Primer va servir a la reina Aah-Hotep, la mare del faraó Amosis I, després va ser responsable de reparar la pertorbada tomba de la reina Sobekemsaf i, finalment, va servir a la reina Ahmose. Juf va registrar que la reina Ahmose el va nomenar ajudant de tresorer i li va confiar el servei d'una estàtua de sa majestat.
Ahmose apareix de manera destacada a les escenes de concepció divina. Hatxepsut va crear escenes que mostren com el déu Amon s'apropa a la seva mare (Ahmose) i com ella (Hatxepsut) neix de l'allò diví. Les inscripcions mostren com el déu Thot parla per primera vegada de la reina Ahmose a Amon. "Ahmose és el seu nom, la benefactora, amant de [-], és l'esposa del rei Aakheperkare (Thutmosis I), amb vida per sempre". El déu Amon es dirigeix al palau i es mostra a la reina. Procedeixen a concebre un fill i Amon declara que hauria de ser anomenat Khnemet-Amun-Hatshepsut. Amon es dirigeix al déu Khnum i li encarrega que creï Hatxepsut. Les escenes continuen mostrant el confinament de la reina i el naixement de la seva filla divina.
Molts anys després, el faraó Amenofis III va copiar aquestes escenes gairebé de manera exacta per mostrar com Amon visita la seva mare, la reina Mutemuia i concep al príncep reial.